# Bibliographie sur l'Inde
 (novembre 2023).

## Documents, essais
- Geoffroy de Lassus & Olivia Dimont, Indiablognote, comprendre l'Inde, Persée, 2013
- Régis Airault, Fous de l'Inde, Payot, 2000,  (ISBN 2228895857)
- Abû-Rayhân Al-Bîrûnî, Le livre de l'Inde, Sindbad/Editions Unesco, 1996
- Michel Angot, L'Inde classique, Les belles lettres, 2001
- Michel Angot, L'Inde, PUF, collection Culture Guides, 2012
- Michel Angot, Histoire des Indes. Les Belles Lettres.
- Jeannine Auboyer, La vie quotidienne dans l'Inde ancienne, Hachette, 1961
- Jean Baechler, La Solution Indienne, PUF, 1988
- Christian Bardot, L'Inde au miroir du monde. Géopolitique, démocratie et développement de 1947 à nos jours, Ellipes, 2007.
- Jean-Joseph Boillot, L'économie de l'Inde, La Découverte, 2006 et 2010
- Jean-Joseph et Flora Boillot, KAL, un abécédaire de l'Inde moderne, Buchet-Chastel, 2011
- Marc Boulet, Dans la peau d'un intouchable, Seuil, 1995
- Bloch, Jules, Les Inscriptions d'Asoka (traduction), Les Belles Lettres.
- Jean-Claude Carrière, Dictionnaire amoureux de l'Inde, Plon, 2001
- Collectif, L'aventure des Français en Inde, XVIIe – XXe siècles, Editions Kailash, 1998
- Collectif, L'Inde : séduction et tumulte, Autrement, 1985
- Collectif, Pondichéry 1674-1761 : l'échec d'un rêve d'empire, Autrement, 1993
- Michel Coquet, Linga, le signe de Shiva, Editions des Deux Océans, 2002
- Nina et Olivier Da Lage, L'Inde de A à Z, André Versaille Éditeur, 2010
- Alain Daniélou, Le Destin du monde d'après la tradition shivaïte, Albin Michel,  (ISBN 2226059717)
- Alain Daniélou, Histoire de l'Inde, Fayard, 1971,   (ISBN 2213012547)
- Alain Daniélou, Mythes et dieux de l'Inde, Editions du Rocher, 1992,   (ISBN 2268016897)
- Alexandra David-Néel, L'Inde où j'ai vécu, Plon, 1951
- William Dalrymple, L'âge de Kali, Noir Sur Blanc, 2004,
- William Dalrymple, La cité des djinns, Noir Sur Blanc, 2006,
- Durant, Will (1965). Notre héritage oriental. L'Inde. Paris: Cercle du bibliophile.
- Barry Dawson, Inde graphique, Thames & Hudson, 2001
- Dagens, Bruno, Le Temple indien miroir du monde, Les Belles Lettres.
- Danino, Michel (2006). L'Inde et l'invasion de nulle part: Le dernier repaire du mythe aryen. Paris: Les Belles Lettres.
- Guy Deleury, Le modèle indou, Essai sur les structures de la civilisation de l'Inde d'hier et d'aujourd'hui, Editions Kailash, 1979
- Guy Deleury, Les Indes florissantes, Laffont, 1991
- Guy Deleury, L'Inde, continent rebelle, Seuil, 2000
- Louis Dumont, Homo hierarchicus, le système des castes et ses implications, Editions Gallimard, 1966
- Pavan K. Varma, « Le défi indien », Éditions Actes Sud, 2005
- Pavan K. Varma, « La Classe moyenne indienne », Éditions Actes Sud, 2009
- Mircea Eliade, L'Inde, L'Herne, 1988
- Mircea Eliade, Le journal des Indes, L'Herne, 1992
- Mircea Eliade, Sur l'érotique mystique indienne, Editions de l'Herne, 1997
- Elfi, Nicole (2008). Aux sources de l'Inde: L'initiation à la connaissance. Paris: Les Belles Lettres.
- Elfi, Nicole (1998). Satprem, par un fil de lumière: Biographie. Paris: R. Laffont.
- Elst, Koenraad, & Frumer, B. (2007). "Pourquoi j'ai tué Gandhi": Examen et critique de la défense de Nathuram Godse. Paris: Les Belles lettres.
- Louis Frédéric, Dictionnaire de la civilisation indienne, Robert Laffont, 1987
- Louis Frédéric, L'art de l'Inde et de l'Asie du Sud-Est, Flammarion, 1994
- Frawley, David, & Thomas, D. (2003). L'oracle de Rama. Montpellier: Gange éd.
- Fussmann, G.; Francfort, H.P.; Kellens, J.; Tremblay, X. (2005), Aryas, Aryens et Iraniens en Asie Centrale, Institut Civilisation Indienne,  (ISBN 2-86803-072-6)
- François Gautier, Un autre regard sur l'Inde, Editions du Tricorne, 1999
- Ferrier, C. L'Inde des Gupta. Les Belles Lettres.
- Filliozat, Jean & André J., L'Inde vue de Rome. Les Belles Lettres.
- Gautier, F. (2017). Nouvelle histoire de l'Inde. Paris : L'Archipel, 2017.
- Gautier, François (2005). La caravane intérieure: Récit. Paris: Les Belles lettres.
- Gautier, François (2008) Les Français en Inde - Pondichéry, Chandernagor, Mahé, Yanaon, Karikal, France Loisir
- Gautier, F. (2010). Femmes indiennes. (Nouvelle revue de l'Inde.) Paris: L'Harmattan.
- Gandhi, La Jeune Inde, 1919-1922, Stock, 1924
- Heuzé, G. (1994). Où va l'Inde moderne?. Paris: Harmattan.
- Dominique Hoeltgen, Inde, la révolution par les femmes, Editions Philippe Picquier, 2009
- Narendra Jadhav, Intouchables (Une famille de parias dans l'Inde contemporaine ), Fayard, 2002,  (ISBN 2213613036)
- Christophe Jaffrelot, Dr Ambedkar - Leader intouchable et père de la Constitution indienne, Sciences Po 2000,  (ISBN 2-7246-0800-3)
- Christophe Jaffrelot, Inde: La démocratie par la caste (histoire d'une mutation socio-politique 1885-2005), Fayard, 2005,  (ISBN 2213624267)
- Mira Kamdar, Planet India, l'ascension turbulente d'un géant démocratique, Actes Sud, 2008
- Shantabai Kamble et Baby Kamble, Parole de femme intouchable, Côté Femmes, 1991
- Yers Keller, De Karachi à Katmandou, carnets d'Inde, Asa Editions, 2000
- Sunil Khilnani, L'idée de l'Inde, Fayard, 2005,  (ISBN 9782213623856)
- Roland Lardinois, Miroir de l'Inde, Études indiennes en sciences sociales, textes réunis et présentés par Roland Lardinois, Maison des Sciences de l'Homme, 1989
- Pierre Lartigue, L'Inde aux pieds nus, Editions La Bibliothèque, 2002
- Kamala Marius-Gnanou, L'Inde, Karthala, 1997
- Bénédicte Manier, Quand les femmes auront disparu : l'élimination des filles en Inde et en Asie, La Découverte, 2006
- Suketu Mehta, Bombay Maximum City, Buchet & Chastel, 2006,  (ISBN 2283021669)
- Meyer, Eric Paul, Une histoire de l'Inde. Les Indiens face à leur passé., Albin Michel, 2007.  (ISBN 978-2-226-17309-6)
- Henri Michaux, Un barbare en Asie, Gallimard, 1986
- Prithwindra Mukherjee, Sri Aurobindo, Desclée de Brouwer, 2000
- Prithwindra Mukherjee, Les racines intellectuelles du mouvement d'indépendance de l'Inde (1893-1918), Editions Codex, 2010
- V.S. Naipaul, L'illusion des ténèbres : une expérience de l'Inde, Union générale d'éditions, 1989
- V.S. Naipaul, L'Inde, un million de révoltes, Plon, 1992
- Jawaharlal Nehru, La découverte de l'Inde,  (ISBN 2877306194)
- Jean Papin, L'Inde gourmande, Édition Philippe Picquier
- Daya Pawar, Ma vie d'intouchable, La Découverte, 1996
- Guy Poitevin et Hema Rairkar, Femmes coolies en Inde, Syros, 1994
- J. Pouchin, Adelma, essai sur l'Inde, Dehradun Editions, 2012.  (ISBN 979-10-92056-00-6)
- Dharam Sabhash, L'hindouisme pour tous, Le plein des sens
- Guy Sorman, Le génie de l'Inde, Fayard, 2000
- Swarup, Ram (2000). Foi et intolérance: Un regard hindou sur le christianisme et l'Islam. Paris: Le Labyrinthe.
- Odon Vallet, Les spiritualités indiennes, Découvertes Gallimard/Une autre histoire, 1999
- Lanza del Vasto, Le pèlerinage aux sources, Editions Denoël, 1943
- Vitold de Golish, L'Inde des paradis perdus, Robert Laffont, 1990
- Vitold de Golish, L'Inde impudique des Maharajahs, Laffont, 1973
- Isabelle et Jean-Louis Vissière, Lettres édifiantes et curieuses des Jésuites de l'Inde au XVIIIe siècle, Publications de l'Université de Saint-Étienne, 2000

- Amaury de Riencourt, L'Âme de l'Inde, traduit par Claude B. Levenson, Julliard, 1985,  (ISBN 2260004253 et 9782260004257)
- Romain Rolland, Inde, Journal 1915-1943, Albin Michel, 1960
- Rolland, R. (1948). La vie de Vivekananda et l'évangile universel: 2. 1948. Paris: Stock.

- Philip Meadows Taylor, Confessions d'un Thug, Phébus, 1995

- Richard Waterstone, L'Inde éternelle, Sagesses du monde, 2001

- Paramahansa Yogananda, Autobiographie d'un yogi, Editions Adyar, 2001

### Yoga et Ayurvéda
- Frawley, David (2002). Yoga et ayurvéda: Autoguérison et réalisation de soi. Monoblet (BP 4, 30170: Éd. Turiya.
- Frawley, David, Ranade, S., Lele, A., & Dommergues, A. (2011). Ayurvéda et marmathérapie: Les points d'énergie dans la médecine ayurvédique. Paris: Le Grand livre du mois.
- Frawley, David, & Lad, V. (2004). La divinité des plantes: Guide ayurvédique de phytothérapie. Monoblet (BP 4, 30170: Éd. Turiya.
- Frawley, David (2006). La santé par l'ayurvéda: Guide pratique des thérapies ayurvédiques. Sauve: Turiya.
- Gautier, François (2016). Apprendre à souffler: Les secrets de respiration du yoga. Vanves: Marabout.

## Romans, nouvelles
- Annick Bernard, Le guerrier de l'esprit, Hachette, 1983
- Pascal Bruckner, Parias, Seuil, 1996
- Jean Clausel, Indes, Editions Payot & Rivages, 1994
- Saratchandra Chattopadhayay alias Sarat Chandra Chatterjee, Devdas, 1917
- Chaudhuri, Amit, Une étrange et sublime adresse, ed. Philippe Picquier, 2004
- Kara Dalkey, Le sang de la déesse - Goa, Editions du masque, 2001
- Guy Deleury, Le gardien du Gange, Robert Laffont, 1994
- Anita Desai, La claire lumière du jour (Clear Light of Day), Denoël, 1993 ; Le jeûne et le festin (Fasting, feasting), Folio, 2002
- Kiran Desai, Le gourou sur la branche, 1999 ; La perte en héritage (The Inheritance of Loss) Edition des Deux Terres, 2007
- Chitra Banerjee Divakaruni, La maîtresse des épices, Editions Philippe Picquier, 1999
- Irène Frain, Devi, Fayard/Lattès, 1992
- Alexander Frater, À la poursuite de la mousson, Editions Hoëbeke, 1995
- Katy Gardner, Comment j'ai perdu mon amie, Denoël, 2002
- Alexandre Kalda, Promenade en Inde, Grasset, 1996
- Hari Kunzru, L'Illusionniste (The Illusionnist), Plon, 2003 - rééd. 10/18, 2007
- Dominique Lapierre & Javier Moro, Il était minuit cinq à Bhopal, Robert Laffont, 2001
- Dominique Lapierre, La cité de la joie, Robert Laffont, 1985
- Dominique Lapierre & Larry Collins, Cette nuit la liberté, Robert Laffont, 1975,  (ISBN 2266061399)
- Giorgio Manganelli, Itinéraire indien, Gallimard, 1992
- Gita Mehta, Narmada Sutra, Éd. Livre de poche, 1999
- Rohinton Mistry, L'équilibre du monde, Albin Michel, 1998  (ISBN 225315086X)
- Paul Morand, La route de Indes, Plon, 1936
- Ruth Prawer Jhabvala, Chaleur et poussière, Phébus, coll. Libretto, 2007
- R.K. Narayan, Le licencié ès lettres, Acropole, 1985
- Arundhati Roy, Le Dieu des Petits Riens (The God of Small Things),  (ISBN 2070747972)
- Salman Rushdie, Les Enfants de Minuit (Midnight's Children), 1980,  (ISBN 2253050407)
- Vikram Seth, Un garçon convenable (A Suitable Boy), 1993
- Tahir Shah, L'apprenti sorcier, Editions de Fallois, 2001
- Khushwant Singh, Train pour le Pakistan (Train to Pakistan), Autrement, 1997 ; Delhi (Delhi :a novel), Philippe Picquier, 2003
- Bulbul Sharma, La colère des aubergines, Picquier Poche, 2002
- Rabindranath Tagore, Gora, Le serpent à plume
- Shashi Tharoor, Le grand roman indien, Editions du Seuil, 1993
- Jack Thieuloy, L'Inde des grands chemins, Gallimard, 1971
- Antonio Tabucchi, Nocturne indien, Christian Bourgois Éditeur, 1987

## BD
- Calcutta, Sarnath Banerjee, Denoël Graphic, 2007
- Corridor, Sarnath Banerjee, Vertige Graphic  (ISBN 2849990132)
- Captifs du chaos, Ceppi, Casterman, 1986
- La malédiction de Surya, Ceppi, Casterman, 1983
- Les routes de Bharata, Ceppi, Casterman, 1982
- Pondicherry, filiation fatale, Ceppi, Humanoïdes associés, 1995
- India dreams - 1. Les chemins de brume, Maryse & Jean-François Charles, Casterman, 2002
- Bonjour les Indes, Dodo - Ben Radis - Jano, La Sirène, 1991

## Guides de voyage
- India Handbook, Footprint Handbooks
- Inde, Lonely Planet Publications
- Inde du Sud, Guides bleus
- Inde du Sud, Lonely Planet Publications, 2008,  (ISBN 2840706849)
- Inde du Nord, Lonely Planet Publications, 2008,  (ISBN 2840706830)
- Inde du Nord - Vallée du Gange, marches du Deccan, Guides bleus
- Rajasthan et Gujarat - L'Inde des caravanes, Guides bleus
- Saisons & climats - Le guide du voyageur, Guides Balland